# 千春 (声優)
千春（ちはる、1995年4月10日 - ）は、日本の女性声優。兵庫県出身。響所属。

## 来歴
前職は保育士。
2021年9月1日より声優として響に所属。

## 人物
保育士資格と幼稚園教諭二種免許状を取得している。
同じ事務所の愛美は実姉であり、伊藤彩沙他、響の先輩声優とはデビュー前から親交がある。
声優の直田姫奈とは保育士を目指していた学生時代からの友人。虹のコンキスタドールの岡田彩夢とも交友がありYouTubeチャンネル開設時のアイコンは岡田が書いたイラストを使用している。

## 出演
太字はメインキャラクター。

### テレビアニメ
2022年
- てっぺんっ!!!!!!!!!!!!!!!（高橋りね、高橋みき、高橋よしひろ、ジェシー）
- 黒の召喚士（志賀刹那）
- Fate/Grand Order 藤丸立香はわからない（シルビア）

2023年
- D4DJ All Mix（女子生徒、女性客）
- もういっぽん!（滝川早苗の母）
- MASHLE（2023年 - 2024年、ケイソクモ、少年ウォールバーグ） - 2シリーズ
- 政宗くんのリベンジR（添乗員、女子生徒）
- ひろがるスカイ!プリキュア（早乙女かぐや）
- てんぷる（月下マリ）
- 君のことが大大大大大好きな100人の彼女（子供たち）
- ビックリメン（フッド母）

2024年
- ヴァンパイア男子寮（女性客C、客A、店員B、女性B、おねえさまD 他）
- シャドウバースF（信者たち）
- 転生貴族、鑑定スキルで成り上がる（クライツ・ローベント） - 2シリーズ
- ワンルーム、日当たり普通、天使つき。（女子生徒A）
- 負けヒロインが多すぎる!（店員、海水浴場客）
- 狼と香辛料 MERCHANT MEETS THE WISE WOLF（客）
- ダンジョンの中のひと（モンスター）
- 魔王様、リトライ!R（キョン）

2025年
- カードファイト!! ヴァンガード Divinez（六王院スズネ）
- mono（ワイナリー店員）
- 神椿市建設中。（守屋然理）

### 劇場アニメ
- すずめの戸締まり（2022年、天気予報のお姉さん[20][21]）
- 劇場版 Re:STARS 〜未来へ繋ぐ2つのきらぼし〜（2023年、レイ）

### OVA
- Fate/Grand Carnival 2nd Season（2021年、アナウンス[22]）

### ゲーム
2021年
- 二ノ国：Cross Worlds（ちびっ子魔女、ニア）
- ブラウンダスト（セラ）

2022年
- BLACK STELLA Iи:FernØ（三雲カレン）
- アリスフィクション（上杉謙信）
- フェアリースフィア（花露珍、桜餅）

2023年
- グリザイア クロノスリベリオン
- シャイニングニキ（ウーラン姫）
- 逆転オセロニア（ユグドラシル）

2024年
- ブラウンダスト2（グランヒルト）

2025年
- アイドルマスター ツアーズ（袖屋璃空）
- D.C. Re:tune 〜ダ・カーポ〜 リチューン（芳乃さくら）

2026年
- anemoi（淡雪陽彩）

### 吹き替え

#### アニメ
- フェ〜レンザイ -神さまの日常-（2023年、班長）
- キャッチ!ティニピン（2024年、ギルトン）

### 舞台
2021年
- キミに贈る朗読会『サトラレ～the reading～ vol.8』（10月9日・10日）
- 声優×芸人 朗読劇『WARAI-GOE』（11月4日）

2022年
- Flying Trip vol.18『ギミトリックバード』（7月13日 - 21日）
- 朗読劇『ネガイバナ』 カエデ役（11月15日 - 20日）
- 季節の朗読シリーズ第2回 秋の朗読劇【絆】【第2部】（11月23日）

2023年
- キミに贈る朗読会『今夜、きみの声が聴こえる』 （1月14日・15日）
- にゃんとちゅまらぬ結末か（朗読劇） 伊藤優衣役（2月22日 - 26日）
- ミルキィホームズのサタデーナイトトークライブ 火曜日だけど！（朗読劇） 冬の妖精役（3月14日）
- ミルキィホームズのサタデーナイトトークライブ 金曜日だけど！（朗読劇） 冬の妖精役（3月31日）
- 舞台 D4DJ「有栖川学院文化祭 LIVE STAGE」 書記役（4月30日 - 5月7日）
- キミに贈る朗読会『今夜、きみの声が聴こえる』（8月5日・6日）

2024年
- キミに贈る朗読会『きれいで かわいい きみがすき』（2月11日、MsmileBOX渋谷）
- キミに贈る朗読会『今夜、きみの声が聴こえる Vol.2』（7月27日・28日、MsmileBOX渋谷）
- パルコ・プロデュース 2024 PARCO劇場スペシャル版 カタシロ〜Relive vol.1〜（12月28日）もう一人の患者 役

2025年
- NOVA.companyプロデュース『明日を生きる為の朗読四部作』「泡沫の空に光を飛ばした」（2月14日・16日）林鈴子 役

### テレビ番組
※はインターネット配信。
- ちはるんアゲアゲキッチン （2021年 - 、CookPadLive※[52]）
- 声優LIVE24「千春の『ちはる先生といっしょ！』」（2022年 - 2023年、YouTube / SHOWROOM / OPENREC / ニコニコ ※[53]）
- ひなとちはるのおうち時間（2022年 - 、OPENREC※[54]）

### ボイスドラマ
- どれが恋かがわからない（2022年、学生ほか[55]）
- 異世界BAR I-Bliss（アイブリス）（2023年、マチルダ[56]）
- 慈と善（2023年、片山[57][58]）

### CM・ナレーション
2021年
- カードラボAKIHABARAゲーマーズB1店（店内ナレーション）
- ヴァイスシュヴァルツ（2021年 - 2023年、ナレーション）
  - ブースターパック Fate/Grand Order神聖円卓領域キャメロット
  - ブースターパック かぐや様は告らせたい〜天才たちの恋愛頭脳戦〜
  - ブースターパック デート・ア・ライブ Vol.2
  - トライアルデッキ ウマ娘プリティダービー

2022年
- えなこのゆるっとゲーマーズ（テレビ愛知、ナレーション）
- ブシロード15周年記念ライブ（場内アナウンス）
- ご当地A&Gミュージック～兵庫～（文化放送・超!A&G+、ナレーション）

2023年
- ヴァイスシュヴァルツブラウ スターターデッキ 塔の上のラプンツェル（ナレーション）

### 雑誌連載
- 『月刊ブシロード』「千春草子（ちはるのそうし）」（2023年5月号 - 、ブシロードワークス[64]）

### 写真集
- 声優トモ写!（2022年[65]）

### その他
- 中野の企業の輝く秘密（2023年、東京商工会議所中野支部[66][67]）

### シリーズ一覧
1. ↑  第1期（2023年）、第2期（2024年）
2. ↑  第1期（2024年）、第2期（2024年）

### 初出話一覧
1. 1 2  第4話初出